# Ruta europea E5
La E-05 o E5 forma parte de la Red de Carreteras Europeas, concretamente de las carreteras de recorrido Norte-Sur, inicia su recorrido en la ciudad de Greenock (Gran Bretaña), recorre Reino Unido, Francia y España hasta finalizar su recorrido en Algeciras (Cádiz). Su longitud es de 2960 km.

## Tramos

### EnReino Unido
| Carretera     | Inicio                      | Fin            |
| ------------- | --------------------------- | -------------- |
| A8 M8         | Greenock                    |                |
| A8 M8         | Greenock                    | Govan, Glasgow |
| M8            | Glasgow                     | Glasgow        |
| A74 M74 M A74 | Glasgow                     | Carlisle       |
| M6 M6 Toll    | Carlisle                    | Birmingham     |
| M6 M6 Toll    | Carlisle                    | Birmingham     |
| M42 M40 M34M3 | Birmingham mediante Newbury | Southampton    |

### EnFrancia
| Carretera | Inicio      | Fin         |
| --------- | ----------- | ----------- |
| N 182     | Le Havre    | A 131       |
| A 131     | Le Havre    | Bourneville |
| A 13      | Bourneville | París       |
| A 6       | París       | Wissous     |
| A 10      | Wissous     | Orleáns     |
| A 10      | Orleáns     | Tours       |
| A 10      | Tours       | Poitiers    |
| A 10      | Poitiers    | Burdeos     |
| N 10 A 63 | Burdeos     | Hendaya     |

### EnEspaña
| Carretera                   | Inicio               | Fin                  |
| --------------------------- | -------------------- | -------------------- |
| AP-8                        | Irún                 | Éibar                |
| AP-1 / A-1                  | Éibar                | Vitoria              |
| N-622                       | Vitoria              |                      |
| A-1                         | Vitoria              | Armiñón              |
| AP-1 Ya finalizado el peaje | Armiñón              | Burgos               |
| A-1                         | Burgos               | Madrid               |
| M-40                        | Madrid               |                      |
| A-4                         | Madrid               | Sevilla              |
| SE-40                       | Dos Hermanas         | La Rinconada         |
| A-4                         | Sevilla              | Dos Hermanas         |
| AP-4 Ya finalizado el peaje | Dos Hermanas         | Puerto Real          |
| A-48                        | Puerto Real          | Vejer de la Frontera |
| N-340                       | Vejer de la Frontera | Algeciras            |
| A-7                         | Algeciras            | Enlace con la N-357  |

## Galería

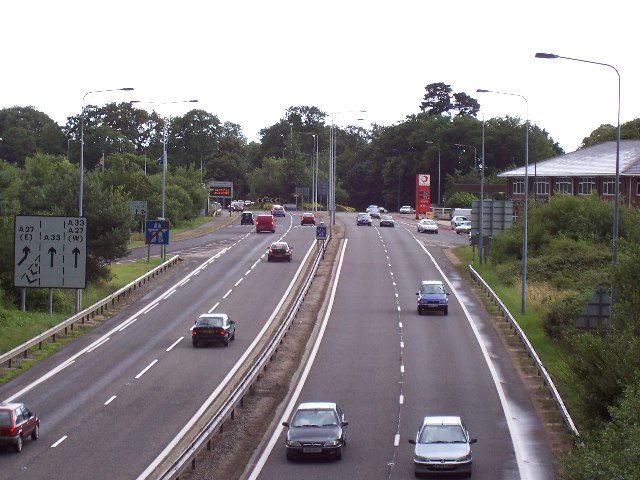
M3 a su paso por Southampton
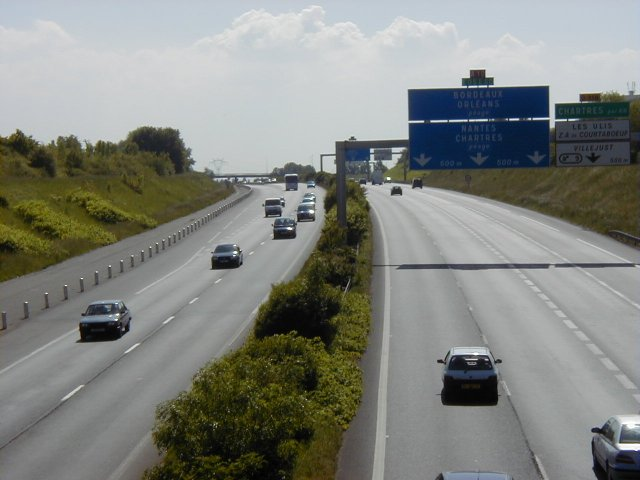
E05 por Francia
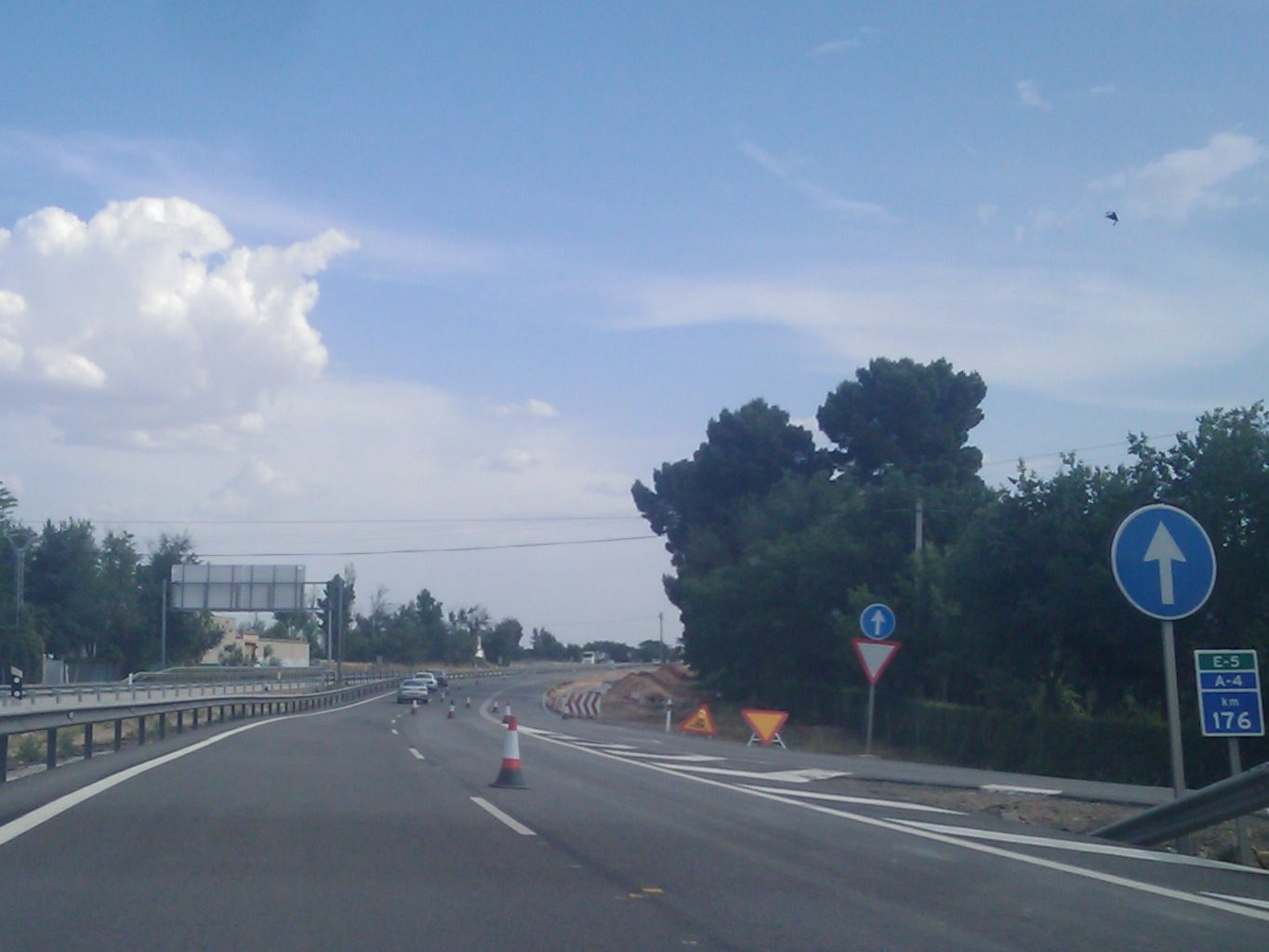
A-4 a la salida de Manzanares
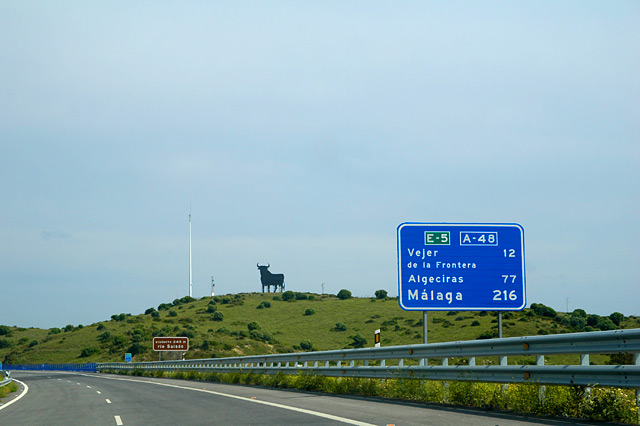
Panel de confirmación A-48
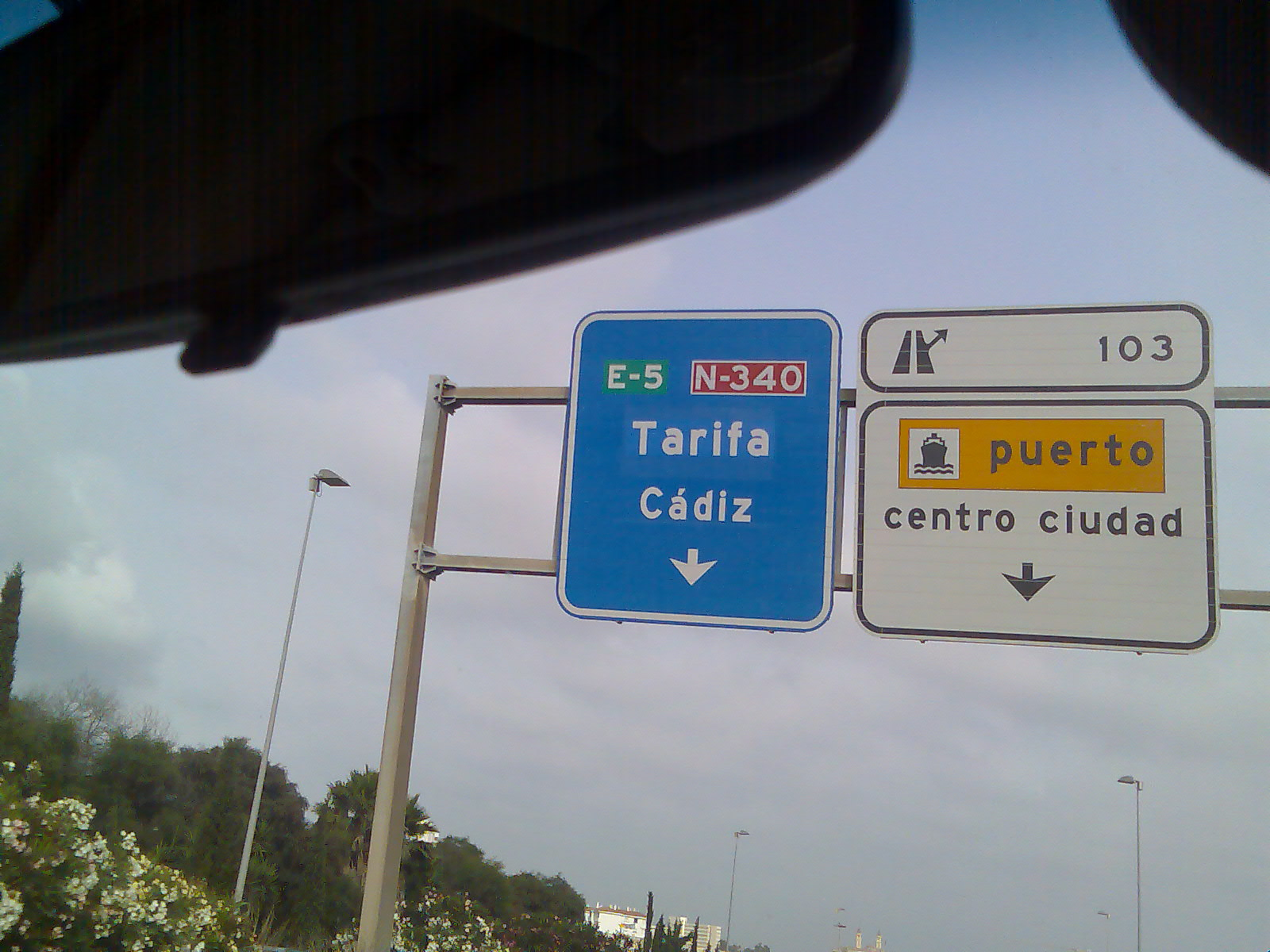
E-5 por N-340 (Entrada a A-7) en Algeciras
Identificador para la E-05 usado en España.
Identificador para la E-05 usado en Francia.